# Nordisk Forskningsinstitut
Nordisk Forskningsinstitut (fork. NFI, eng.: Department of Nordic Research) var et institut under Det Humanistiske Fakultet på Københavns Universitet som hovedsageligt beskæftigede sig med sprogforskning inden for de nordiske sprog. Instituttet blev oprettet i 2003 som en fusion af de daværende Det Arnamagnæanske Institut, Institut for Dansk Dialektforskning og Institut for Navneforskning. Pr. 1. januar 2015 blev Center for Sprogteknologi en del af instituttet, og pr. 1. september 2017 blev instituttet indfusioneret i Institut for Nordiske Studier og Sprogvidenskab (INSS) som ved samme lejlighed skiftede forkortelse til NorS.